# Шенфілд (станція)
51°37′51″ пн. ш. 0°19′47″ сх. д. / 51.6307° пн. ш. 0.3297° сх. д.
Шенфілд (англ. Shenfield) — залізнична станція розташована на залізниці Great Eastern Main Line у Східній Англії, обслуговує місто Шенфілд, Ессекс, Велика Британія. Розташована за 32,51 км від станції Ліверпуль-стріт. Є східною крайньою точкою лінії TfL Rail (майбутньої  Crossrail) що прямуватиме Редінг та Хітроу-Термінал 4
Пасажирообіг станції у 2015-2016 роках — 3,69 млн. пасажирів.